# El Aaiún
El Aaiún (u francuskom jeziku se transliterira kao Laâyoune) je najveći grad Zapadne Sahare. Zapadna Sahara je zajedno s El Aaiúnom pod marokanskom okupacijom. Postoji nepriznata država Saharska Arapska Demokratska Republika koja kontrolira manji dio Zapadne Sahare i El Aaiún smatra svojim glavnim gradom iako ga ne kontrolira.

## Povijest
El Aaiún je mladi grad. Osnovali su ga Španjolci 1928. godine s ciljem kontroliranja prostora gdje živi pleme Izarguien. 1934. su vojni zapovjednici Antonio de Oro Pulido i Galo Bullón Díaz osnovali vojno uporište. Od 1940. je El Aaiún službeni glavni grad kolonije Španjolske Sahare. Krajem 1975. se Španjolska povukla iz kolonije, a 1976. ju je okupirao Maroko. El Aaiún je do danas glavni centar prostora pod marokanskom upravom nazvanog Južne pokrajine. Marokanci u grad naseljavaju naseljenike iz Maroka. 2005. su u gradu izbile demonstracije protiv marokanske okupacije, a za slobodnu Zapadnu Saharu. U gradu je sjedište UN-ove misije koja kontrolira prekid vatre u Zapadnoj Sahari.
Pet godina poslije zbili su se novi nemiri, koji su pretkazali arapsko proljeće. 9. listopada 2010. godine skupina mladih Saharaca podigla je prosvjedni kamp Gdeim Izik 12 kilometara jugoistočno od ovog grada, radi prosvjedovanja protiv diskriminacije radne snage, nezaposlenosti, uništavanja resursa i kršenja ljudskih prava. Vladine su snage u akciji 8. studenoga iste godine rastjerale prosvjednike. Otpor dijela prosvjednika proširio se do ovog i susjednih gradova. Akcija je rezultirala nepoznatim brojem ozlijeđenih i mrtvih.

## Zemljopis
El Aaiún je smješten na sjeveru Zapadne Sahare, nedaleko od marokanske granice. Nalazi se u pustinjskom prostoru, ali je smješten u oazi Meseied unutar koje se nalaze jezera Sahia el Hamra i Dait um Saad.
Klima je pustinjska. Tijekom godine padne manje od 20 mm kiše (većinom zimi). Temperature su podjednake cijele godine, ali nisu pretjerano visoke. Grad zbog pustinjske klime vodu dobiva iz oaze.

## Gospodarstvo
El Aaiún je najvažniji gospodarski centar Zapadne Sahare. U blizini postoje značajna rudna nalazišta fosfata, te je El Aaiún značajan izvozni centar.